# Braux-le-Châtel
Pour les articles homonymes, voir Braux et Chatel.
Braux-le-Châtel est une commune française située dans le département de la Haute-Marne, en région Grand Est.

## Géographie

### Localisation
C'est un petit village traversé par le Brozé, affluent de l'Aujon et desservi par la D 102.

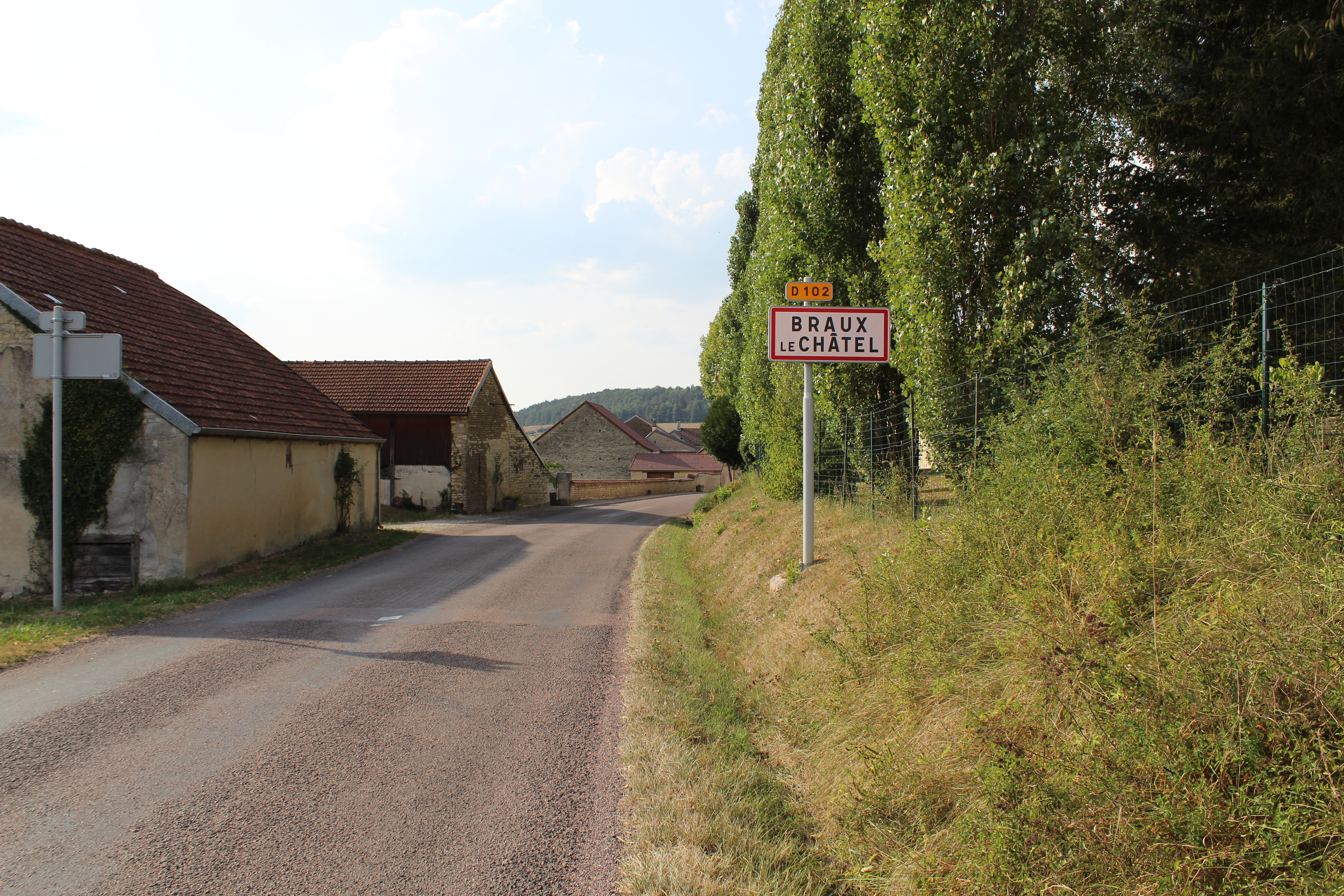
Entrée du village.
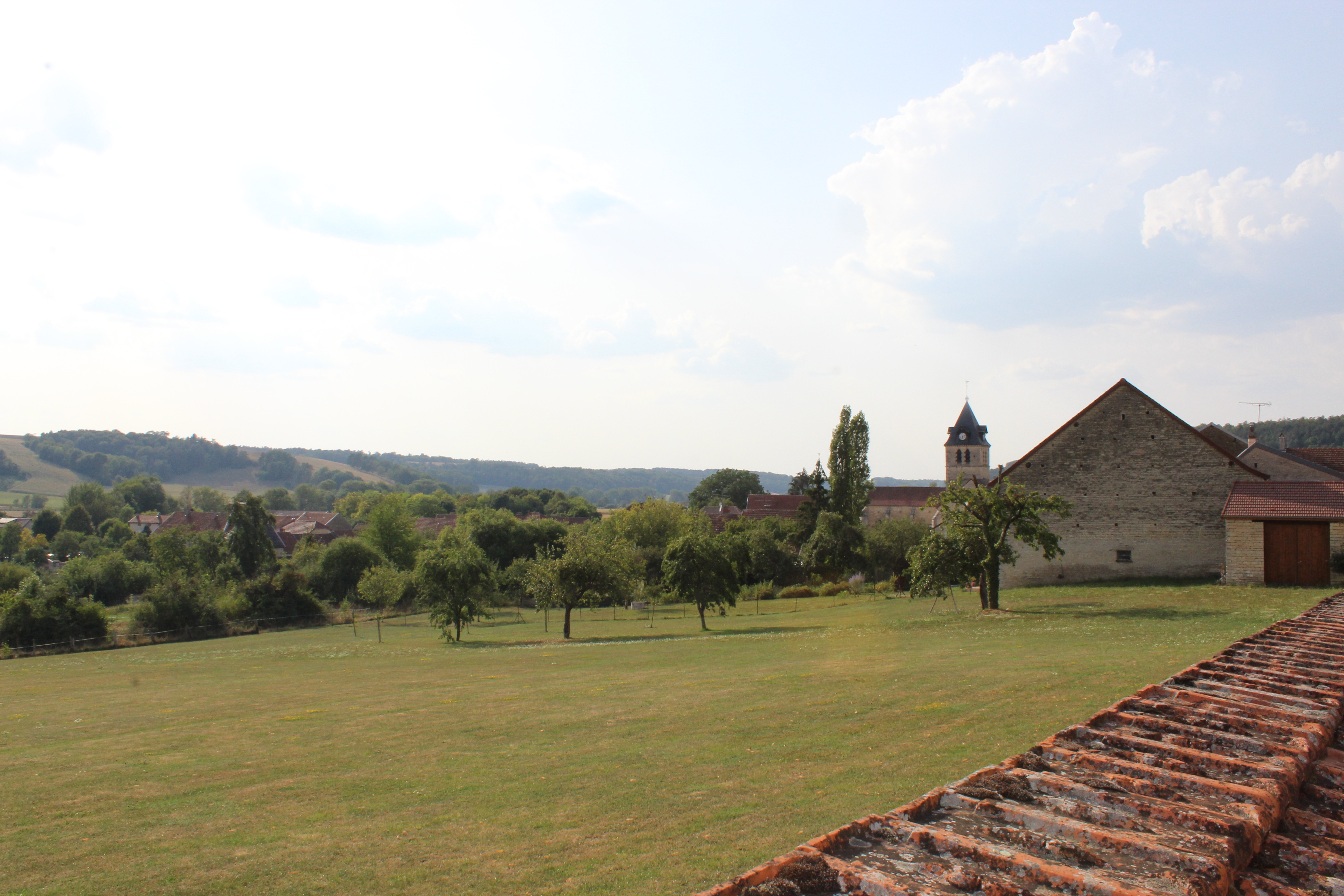
Panorama du village.

### Hydrographie
La commune est dans la région hydrographique « la Seine de sa source au confluent de l'Oise (exclu) » au sein du bassin Seine-Normandie. Elle est drainée par le Brauze et divers autres petits cours d'eau,.

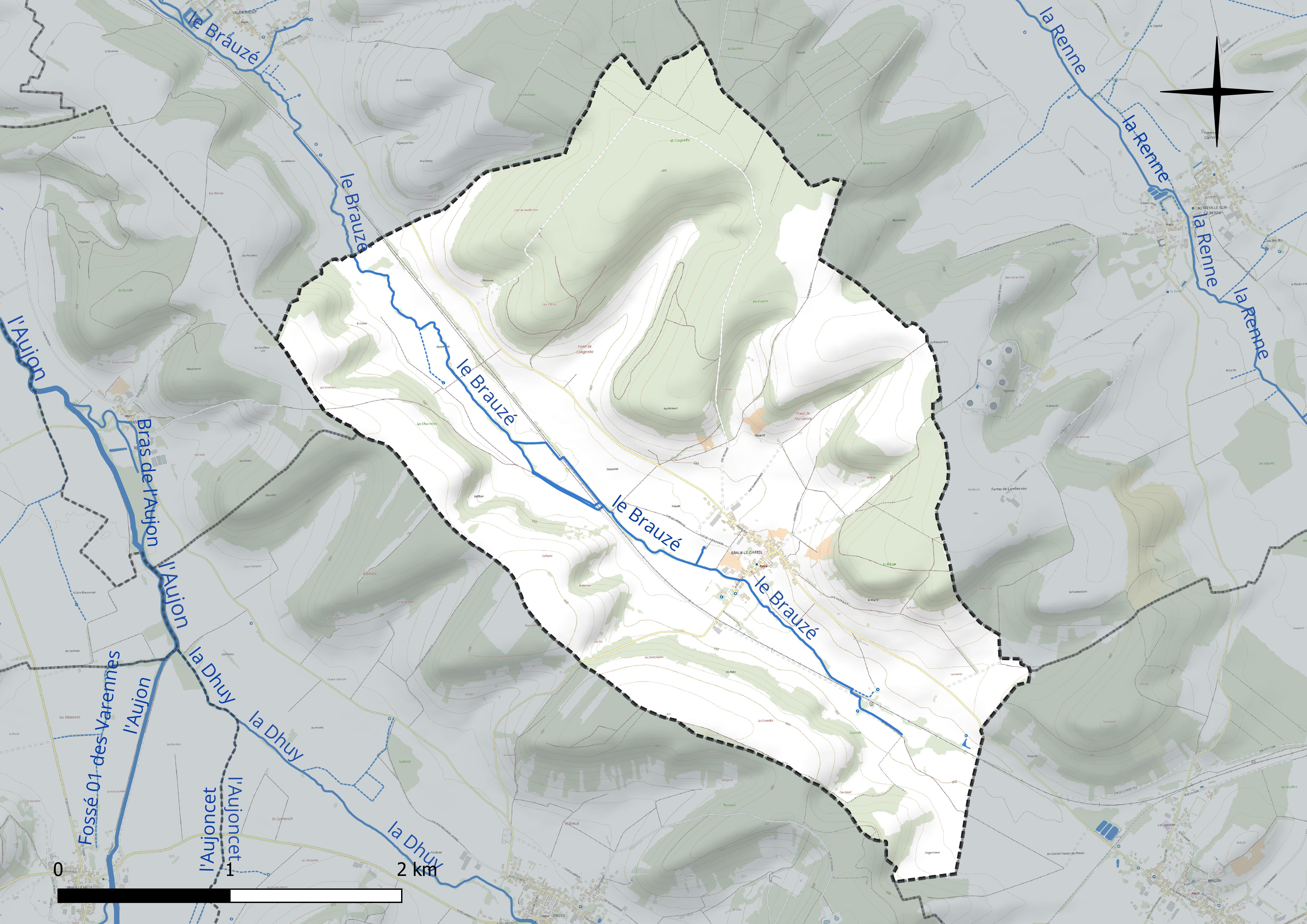
Réseau hydrographique de Braux-le-Châtel.

### Climat
Pour des articles plus généraux, voir Climat du Grand Est et Climat de la Haute-Marne.
En 2010, le climat de la commune est de type climat des marges montargnardes, selon une étude du Centre national de la recherche scientifique s'appuyant sur une série de données couvrant la période 1971-2000. En 2020, Météo-France publie une typologie des climats de la France métropolitaine dans laquelle la commune est exposée à un climat océanique altéré et est dans la région climatique  Lorraine, plateau de Langres, Morvan, caractérisée par un hiver rude (1,5 °C), des vents modérés et des brouillards fréquents en automne et hiver. 
Pour la période 1971-2000, la température annuelle moyenne est de 10,2 °C, avec une amplitude thermique annuelle de 15,9 °C. Le cumul annuel moyen de précipitations est de 955 mm, avec 13,3 jours de précipitations en janvier et 9,4 jours en juillet. Pour la période 1991-2020, la température moyenne annuelle observée sur la station météorologique de Météo-France la plus proche, « Cunfin_sapc », sur la commune de Cunfin à 21 km à vol d'oiseau, est de 11,0 °C et le cumul annuel moyen de précipitations est de 900,4 mm. 
La température maximale relevée sur cette station est de 41 °C, atteinte le 31 juillet 1983 ; la température minimale est de −21 °C, atteinte le 17 janvier 1985,,. 
Les paramètres climatiques de la commune ont été estimés pour le milieu du siècle (2041-2070) selon différents scénarios d'émission de gaz à effet de serre à partir des nouvelles projections climatiques de référence DRIAS-2020. Ils sont consultables sur un site dédié publié par Météo-France en novembre 2022.

## Urbanisme

### Typologie
Au 1er janvier 2024, Braux-le-Châtel est catégorisée commune rurale à habitat dispersé, selon la nouvelle grille communale de densité à sept niveaux définie par l'Insee en 2022.
Elle est située hors unité urbaine. Par ailleurs la commune fait partie de l'aire d'attraction de Chaumont, dont elle est une commune de la couronne,. Cette aire, qui regroupe 112 communes, est catégorisée dans les aires de 50 000 à moins de 200 000 habitants,.

### Occupation des sols
L'occupation des sols de la commune, telle qu'elle ressort de la base de données européenne d’occupation biophysique des sols Corine Land Cover (CLC), est marquée par l'importance des territoires agricoles (61,9 % en 2018), une proportion sensiblement équivalente à celle de 1990 (61,8 %). La répartition détaillée en 2018 est la suivante : 
terres arables (52,4 %), forêts (35,8 %), prairies (9,5 %), zones urbanisées (2,3 %). L'évolution de l’occupation des sols de la commune et de ses infrastructures peut être observée sur les différentes représentations cartographiques du territoire : la carte de Cassini (XVIIIe siècle), la carte d'état-major (1820-1866) et les cartes ou photos aériennes de l'IGN pour la période actuelle (1950 à aujourd'hui).

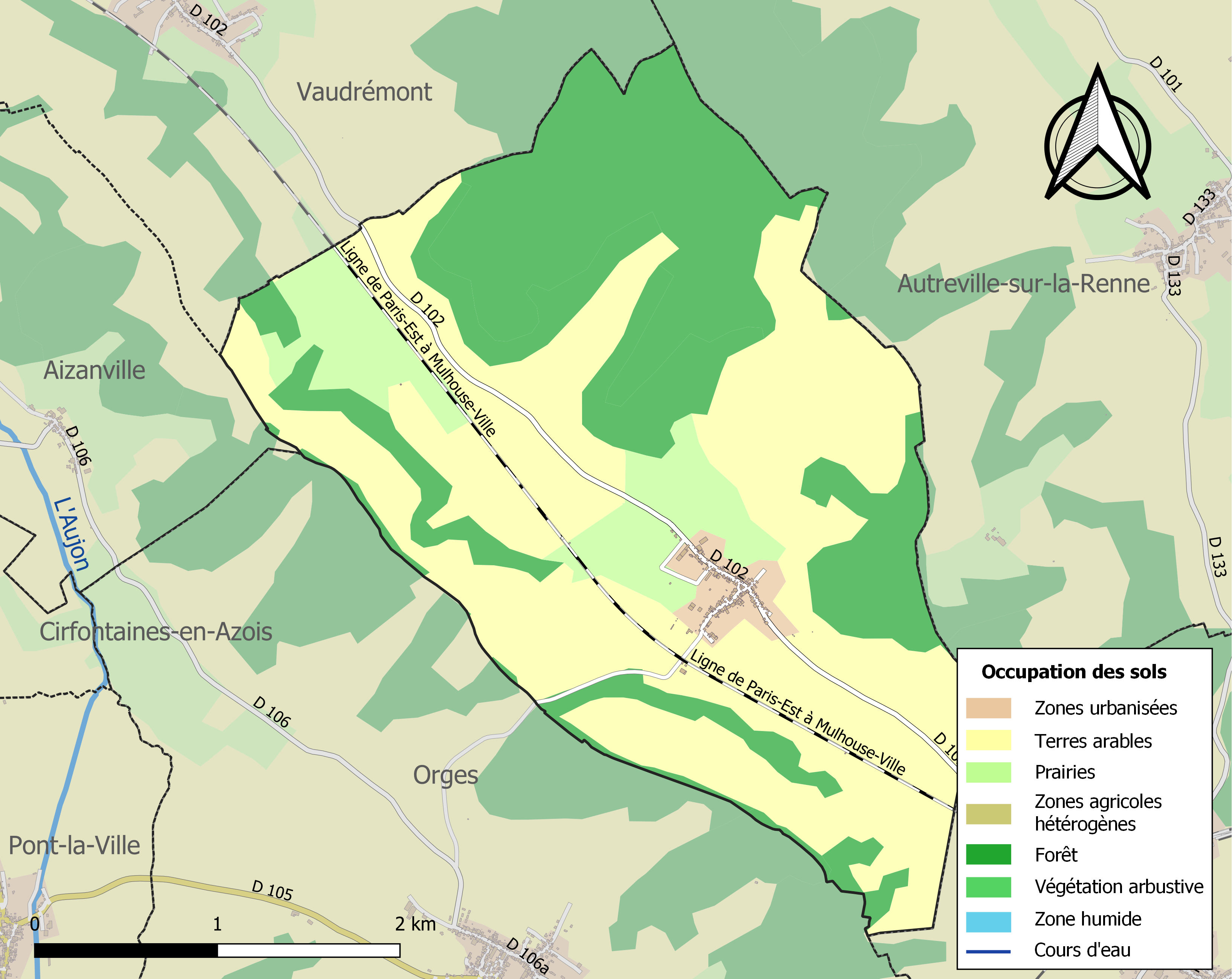
Carte des infrastructures et de l'occupation des sols de la commune en 2018 (CLC).

## Toponymie
Cité en 1221 comme Braos.

Le nom de Braux vient du terme de langue d'oïl bro, qui désigne un marc (de raisin, de bière), mais aussi les boues, et qui est d’origine gauloise. Albert Dauzat y voit plutôt le terme gaulois *bracu et bas-latin Braciu pour marais et vallée, qui a d’abord désigné un « fond de vallée humide » puis un « marais ».
Le Châtel est un déterminant dérivant du latin castella (pluriel de castellum) désignant un château.

## Politique et administration
| Période   | Période  | Identité        | Étiquette | Qualité                   |
| --------- | -------- | --------------- | --------- | ------------------------- |
| Mars 2001 | Mai 2020 | Marcel Chalmet  |           |                           |
| mai 2020  | En cours | Charles Gullaud |           | Fonctionnaire territorial |

## Population et société

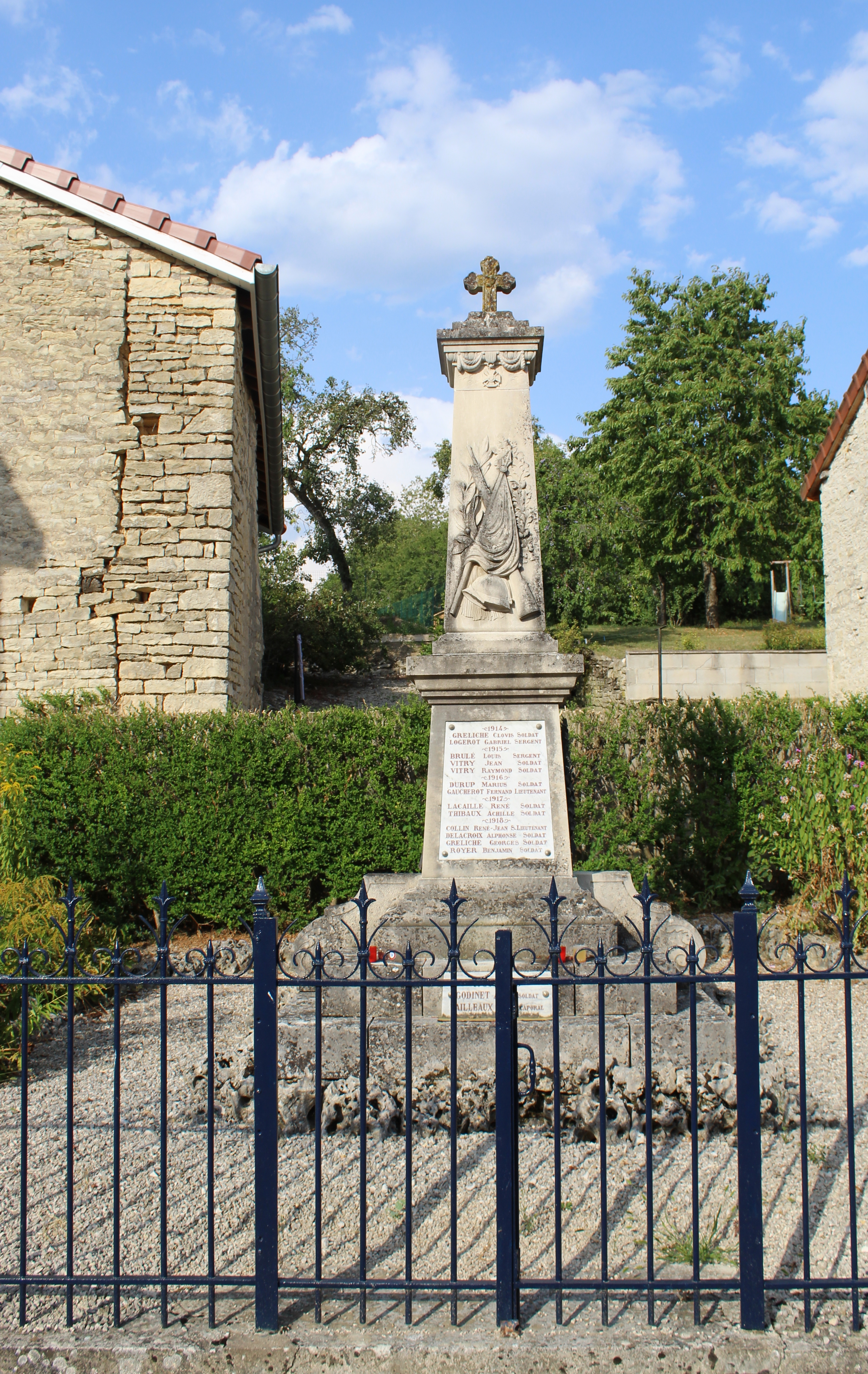
Le monument aux morts.

### Démographie

#### Évolution démographique
L'évolution du nombre d'habitants est connue à travers les recensements de la population effectués dans la commune depuis 1793. Pour les communes de moins de 10 000 habitants, une enquête de recensement portant sur toute la population est réalisée tous les cinq ans, les populations de référence des années intermédiaires étant quant à elles estimées par interpolation ou extrapolation. Pour la commune, le premier recensement exhaustif entrant dans le cadre du nouveau dispositif a été réalisé en 2006.

En 2022, la commune comptait 126 habitants, en évolution de −12,5 % par rapport à 2016 (Haute-Marne : −4,62 %, France hors Mayotte : +2,11 %).
| 1793 | 1800 | 1806 | 1821 | 1831 | 1836 | 1841 | 1846 | 1851 |
| ---- | ---- | ---- | ---- | ---- | ---- | ---- | ---- | ---- |
| 418  | 421  | 395  | 393  | 345  | 488  | 477  | 461  | 469  |

| 1856 | 1861 | 1866 | 1872 | 1876 | 1881 | 1886 | 1891 | 1896 |
| ---- | ---- | ---- | ---- | ---- | ---- | ---- | ---- | ---- |
| 504  | 418  | 423  | 391  | 381  | 348  | 347  | 360  | 346  |

| 1901 | 1906 | 1911 | 1921 | 1926 | 1931 | 1936 | 1946 | 1954 |
| ---- | ---- | ---- | ---- | ---- | ---- | ---- | ---- | ---- |
| 312  | 274  | 256  | 208  | 206  | 189  | 168  | 208  | 232  |

| 1962 | 1968 | 1975 | 1982 | 1990 | 1999 | 2006 | 2011 | 2016 |
| ---- | ---- | ---- | ---- | ---- | ---- | ---- | ---- | ---- |
| 187  | 161  | 163  | 132  | 121  | 129  | 146  | 140  | 144  |

| 2021 | 2022 | - | - | - | - | - | - | - |
| ---- | ---- | - | - | - | - | - | - | - |
| 132  | 126  | - | - | - | - | - | - | - |

## Lieux et monuments
- La fontaine gallo-romaine, classée monument historique depuis 1915, se trouve à la périphérie du village, dans la construction qui protège la source du Brozé. Elle est constituée d'éléments antiques sculptés, représentant des naïades et des tritons[21].
- La croix de cimetière, des XV et XVIè siècles inscrite au titre des Monuments historiques le 20 septembre 1940[22].
- L'église Saint-Antoine, des XIII, XV et XVIIè siècles inscrite au titre des Monuments historiques le 13 février 1928[23].

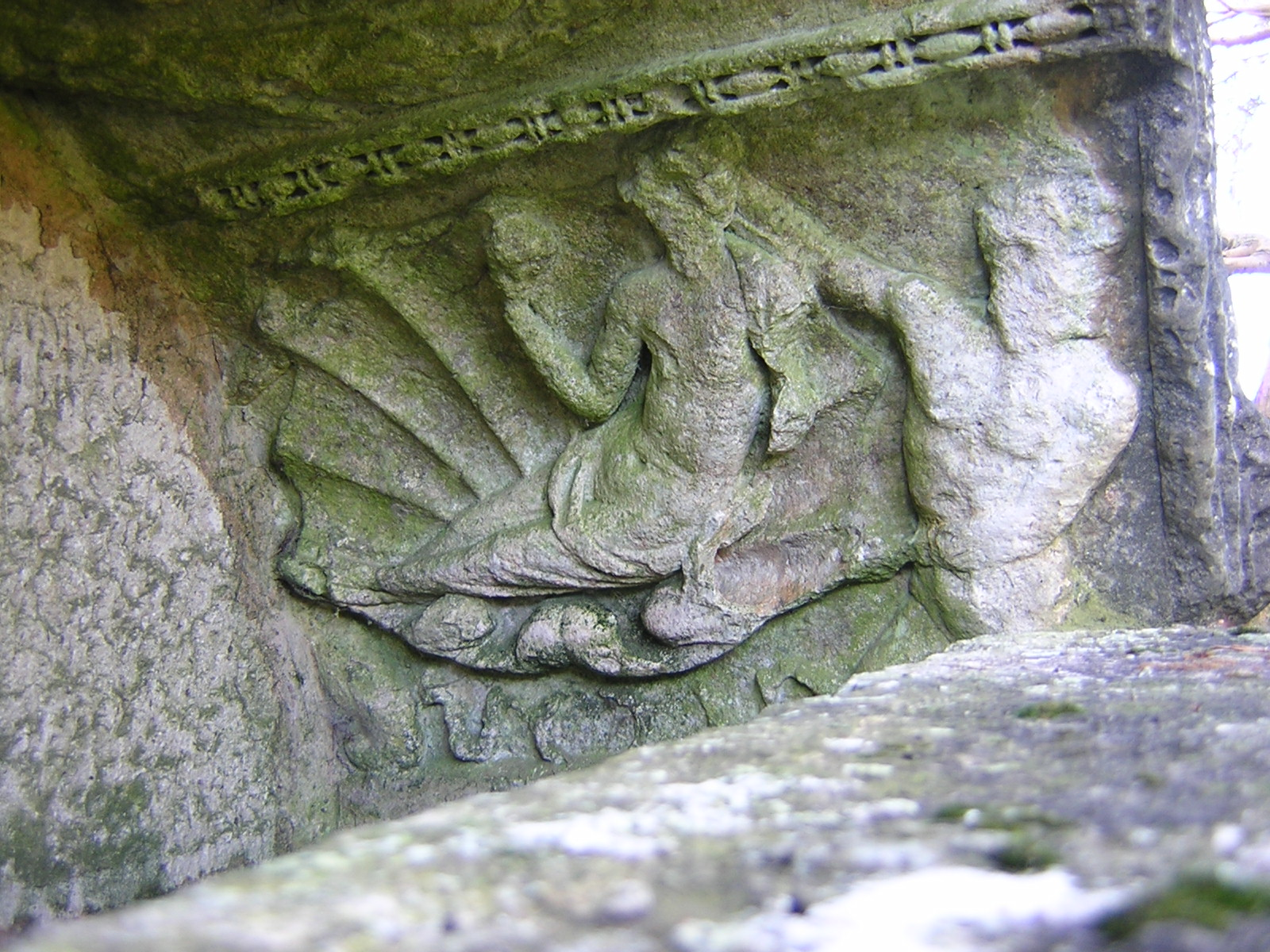
Détail de la fontaine.
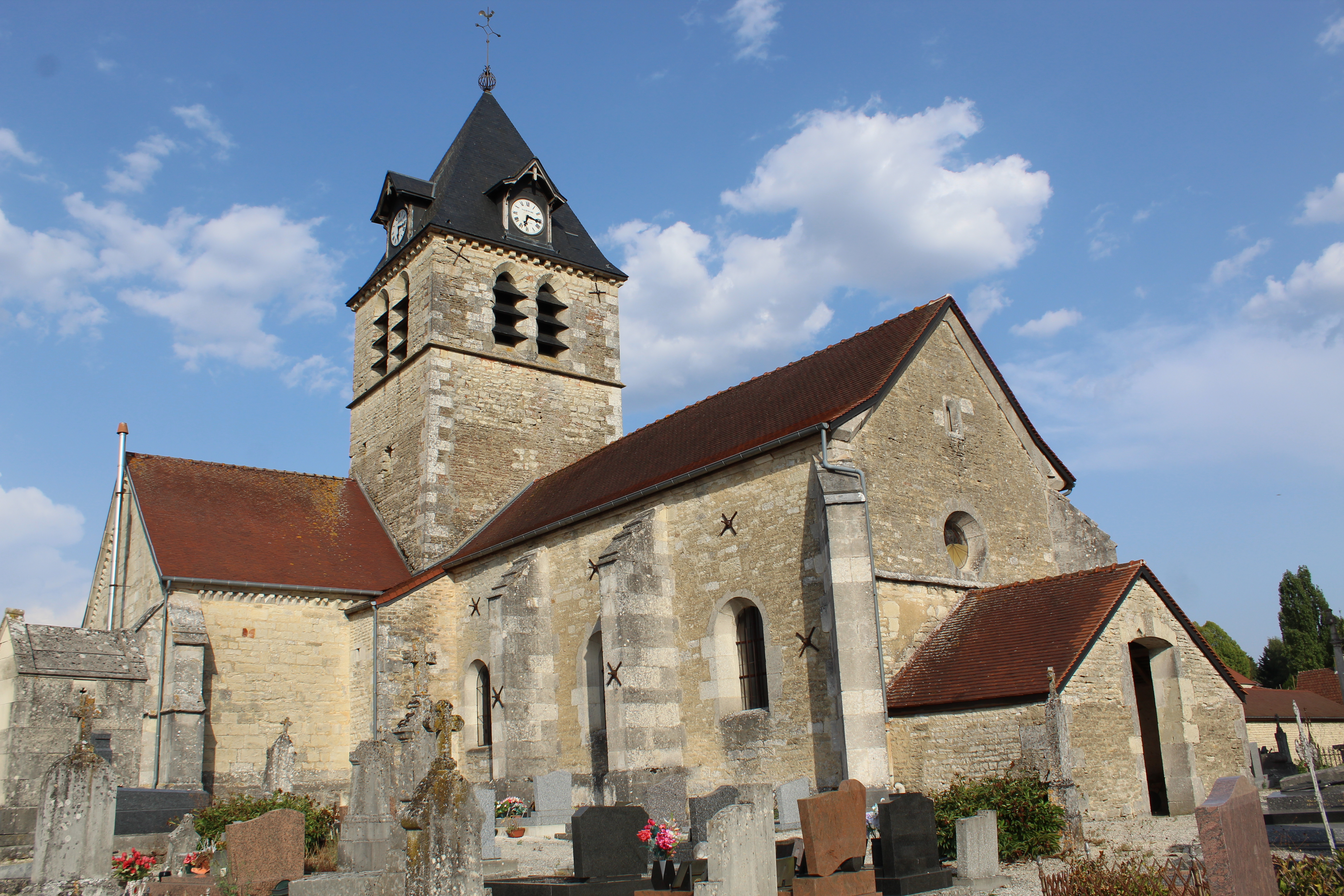
L'église.
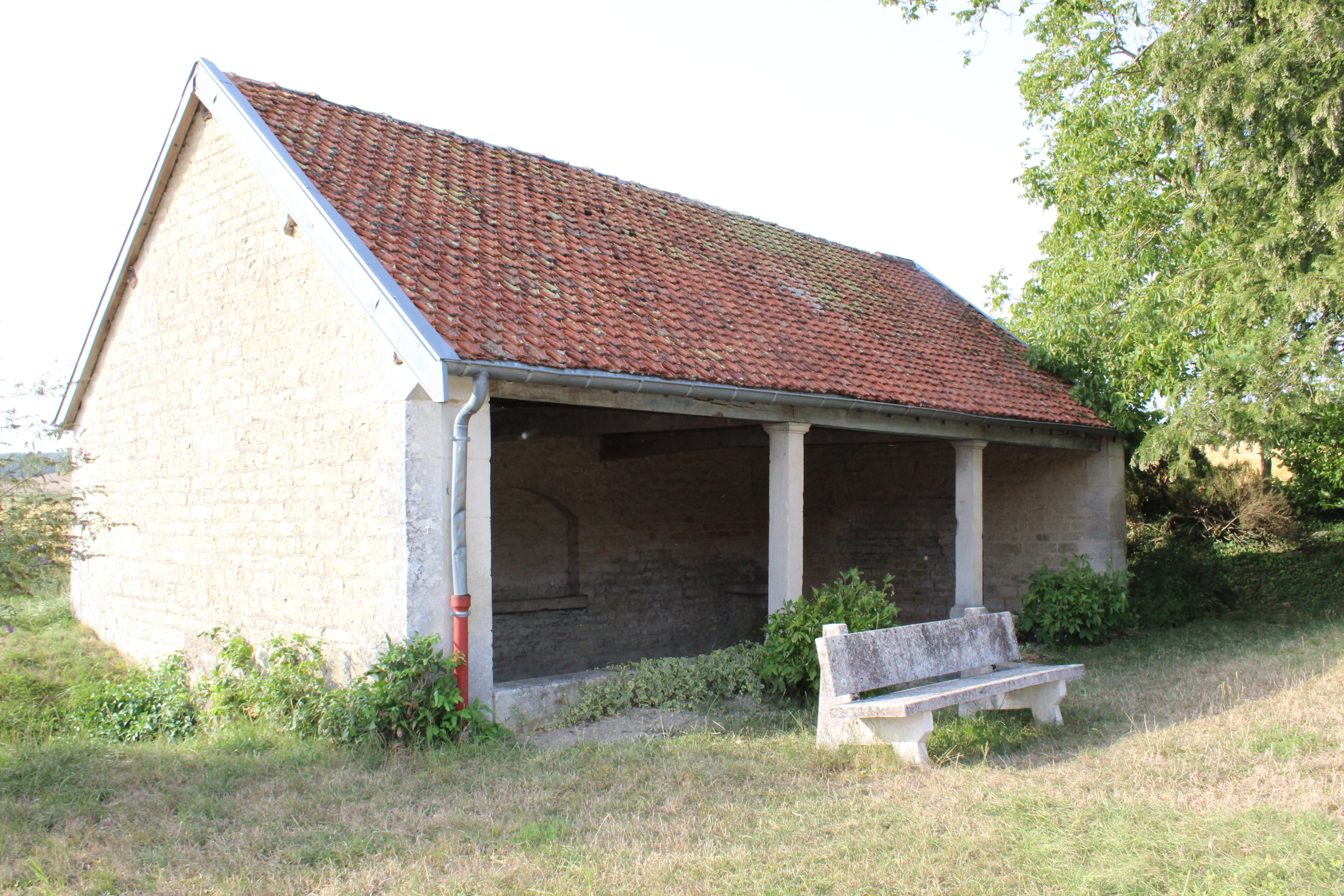
La fontaine gallo-romaine.
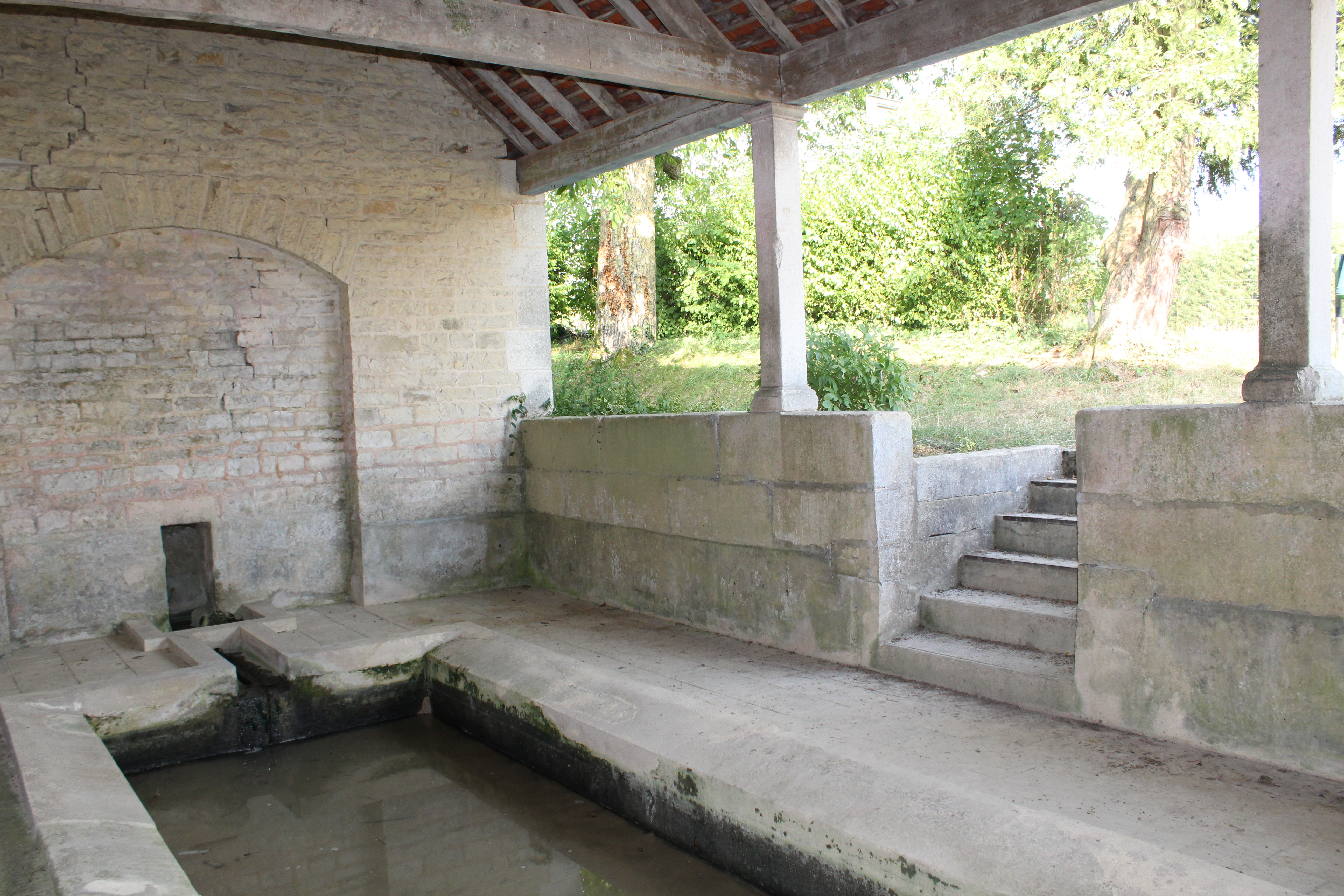
Intérieur de la fontaine gallo-romaine.